# علی‌اصغر فروزان
علی‌اصغر فروزان(۱۲۷۶–۱۳۶۴) معاون و کفیل وزارت دارائی، مدیر کل گمرک و شهردار تهران بود.
فروزان در سال ۱۲۷۴ به دنیا آمد و پس از انجام تحصیلات ابتدائی و متوسطه وارد وزارت دارائی شد. وی در وزارت دارایی به ریاست دارائی مشهد، ریاست دارائی سنندج و ریاست دارائی آذربایجان، معاونت وزارت دارائی، کفالت وزارتخانه رسید. او در سال ۱۳۱۹ و در دوره رضا شاه به شهرداری تهران رسید.
از وی تالیفاتی مانند «اقتصاد ایران»؛ «اقتصاد کامل قائم بر بودجهٔ کامل است»؛ «هدیه به دکتر میلیسپو» به جا مانده است.